# Montsempron e Libós
Montsempron e Libós (en francès Monsempron-Libos) és un municipi occità d'Agenès, del departament d'Òlt i Garona, a la regió de la Nova Aquitània.

## Demografia
| 1962                                       | 1968  | 1975  | 1982  | 1990  | 1999  | 2007  |
| ------------------------------------------ | ----- | ----- | ----- | ----- | ----- | ----- |
| 2.145                                      | 2.654 | 3.018 | 2.697 | 2.423 | 2.135 | 2.077 |
| Des de 1962: població sense dobles comptes |       |       |       |       |       |       |

## Administració
| Període   | Identitat              | Partit |
| --------- | ---------------------- | ------ |
| 1945-1980 | Kléber Thoueilles      | PS     |
| 1980-2008 | Guy Gérard             | PS     |
| 2008-     | Jean-Jacques Brouillet |        |

## Agermanaments
- Almoradí
- Burghausen